# Bazavluk
Bazavluk (tiếng Ukraina: Базавлук) là phụ lưu hữu ngạn của sông Dnepr tại Ukraina. Sông dài 157 kilômét (98 mi) và có diện tích lưu vực là 4.200 kilômét vuông (1.622 dặm vuông Anh). Sông có nước nông và thường xuyên khô cạn.
Sông chảy qua phía nam của tỉnh Dnipropetrovsk, trong các huyện Kamianske, Kryvyi Rih và Nikopol.
Bazavluk bắt nguồn từ phía đông nam của làng Kozoduba. Nó chảy chủ yếu từ bắc xuống nam (một phần theo hướng tây nam) và chảy vào sông Dnepr (hồ chứa nước Kakhovka) cách cửa sông Dnepr 199 km, về phía đông của làng Hrushivka.
Sông có 6 phụ lưu chính, trong đó lớn nhất là: Rekalova (hữu, 14 km), Balka Koshovata (tả, 16 km), Vodiana (hữu, 15 km), Bazavluchok (hữu, 24 km), Solona (tả, 56 km), Kamianka (hữu, 88 km).Trên sông Kamiank có thác nước Tokiv.
Thung lũng sông có dạng hình thang, rộng 2 km. Dòng sông quanh co, hữu ngạn dốc, tả ngạn thoai thoải ở hạ lưu. Sông rộng 8–10 m, sâu 1,5 m, độ dốc sông 1,3 m/km. Sông tan băng vào cuối tháng 2 và đóng băng vào tháng 12. Sông chủ yếu chảy qua thảo nguyên bằng phẳng, nhưng có những nơi có bờ đá cao. Trong những năm khô hạn, đôi khi nó bị cạn kiệt và đóng băng hoàn toàn. Nước sông được sử dụng một phần để tưới tiêu. Hồ chứa nước Sholokhov được xây dựng trên sông.